# Lowbrow
Lowbrow (englisch „anspruchslos“) ist ein Stil der bildenden Kunst, der seine Ursprünge in der US-amerikanischen Kustom Kulture und Surfkultur der 1950er sowie den späteren Underground Comix hat. Der häufig verwendete Begriff Pop Surrealism („Pop-Surrealismus“) wird teils synonym gebraucht, teils als Unterform des Lowbrow betrachtet. Die meisten Werke des Lowbrow sind Gemälde, einige Künstler schufen jedoch auch Skulpturen und Installationen.

## Stil
Kennzeichnend für Lowbrow ist die spielerisch-humoristische Verarbeitung und Vermischung von Objekten aus der Popkultur nach Art des Surrealismus und des phantastischen Realismus. Bedeutende Anregungen liefern dabei die Objekte und Ikonen von heute als „Retro“ geltenden, vorwiegend amerikanischen Medienphänomenen, beispielsweise klassische Cartoons und Comics, Sitcoms der 1960er Jahre, Rockmusik, Pulp-Magazine oder B-Movies.

## Bekannte Künstler
- Melanie Martinez
- Gary Panter
- Joe Coleman
- Camille Rose Garcia
- Heiko Müller
- Robert Williams
- Mark Ryden
- Shag
- Various & Gould
- Tara McPherson
- Peca
- Víctor Castillo
- Gary Baseman

## Zeitschriften
- Juxtapoz, ISSN 1077-8411
- Raw Vision, ISSN 0950-4125
- Hi-Fructose, OCLC 262433180
- Forno Magazine, OCLC 243487901
- Dangerous Ink, ISSN 1754-0283
- Beautiful/Decay
- Tokion, ISSN 1939-3822

## Ausstellungen
- Gruppenausstellung Don't Wake Daddy IX, Feinkunst Krüger, Hamburg, Deutschland, 2014.
- Gruppenausstellung Don't Wake Daddy IIIV, Feinkunst Krüger, Hamburg, Deutschland, 2013.
- Lowbrow Insurgence: The Rise of Post-Pop Art, Hardwood Museum of Art, Taos, N.M., USA, 2015.
- Robert Williams at the Whitney Biennale, New York, 2010[1]